# Winter World University Games 2025/Teilnehmer (Kanada)
| Gelbes Symbol für Goldmedaillen mit stilisierten Olympischen Ringen | Graues Symbol für Silbermedaillen mit stilisierten Olympischen Ringen | Braundes Symbol für Bronzemedaillen mit stilisierten Olympischen Ringen |
| ------------------------------------------------------------------- | --------------------------------------------------------------------- | ----------------------------------------------------------------------- |
| 1                                                                   | 2                                                                     | 6                                                                       |

Kanada nahm mit 112 Athleten (60 Männer und 52 Frauen) an den Winter World University Games 2025 in Turin teil.

## Medaillen

### Medaillenspiegel
| Rang   | Sportart         | Gold | Silber | Bronze | Gesamt |
| ------ | ---------------- | ---- | ------ | ------ | ------ |
| 1      | Eishockey        | 1    | 1      | —      | 2      |
| 2      | Snowboard        | —    | 1      | 1      | 2      |
| 3      | Freestyle-Skiing | —    | —      | 2      | 2      |
| 3      | Curling          | —    | —      | 2      | 2      |
| 5      | Para Skilanglauf | —    | —      | 1      | 1      |
| Gesamt | Gesamt           | 1    | 2      | 6      | 9      |

### Medaillengewinner
| Name/n | Sportart         | Wettkampf                       |
| --- | ---------------- | ------------------------------- |
| Gold |                  |                                 |
| Samuel Richard Kai Edmonds Francesco Lapenna Kurtis Henry Charles Callaghan Simon Liavigne Jack Duff Loris Rafanomezantsoa Kale McCallum Jake Lee Sasha Mutala Benjamin Corbeil Samuel Huo Conor Frenette Nolan Hutcheson Liam Keeler Colson Gengenbach Mathieu Gagnon Robert Fromm-Delorme Mathieu Bizier Kaleb Pearson William Rouleau Connor Bowie | Eishockey        | Männer                          |
| Silber |                  |                                 |
| Amy McCarthy | Snowboard        | Slopestyle                      |
| Jordyn Verbeek Kaitlyn Ross Grace Beer Abigail MacKenzie Mackenzie Keenan Sophia Gaskell Alexandria Spence Emma Potter Alexandra-Anne Boyer Gabrielle Santerre Jaime Magoffin Scout Watkins Southward Émilie Lussier Leah Herrfort Sydney Mercier Ekaterina Pelowich Aliya Jomha Eric Plourde Madison Desmarais Émilie Lavoie Malory Dominico         | Eishockey        | Frauen                          |
| Bronze |                  |                                 |
| Jessica Zheng Victor Pietrangelo | Curling          | Mixed-Doubles                   |
| Quinn Dawson | Freestyle-Skiing | Moguls                          |
| Charles Lecours | Para Skilanglauf | 1 km Sprint klassisch (Stehend) |
| Serena Gray-Withers Catherine Clifford Brianna Cullen Zoe Cinnamon | Curling          | Frauen                          |
| Sage Stefani | Freestyle-Skiing | Skicross                        |
| Amy McCarthy | Snowboard        | Big Air                         |

## Teilnehmer nach Sportarten

### Biathlon
| Athleten               | Wettbewerbe          | Zeit        | Fehler          | Rang |
| ---------------------- | -------------------- | ----------- | --------------- | ---- |
| Frauen                 |                      |             |                 |      |
| Danika Burke           | 7,5 km Sprint        | 26:36,4 min | 3 (0+3)         | 31   |
| Danika Burke           | 10 km Verfolgung     | 46:58,1 min | 5 (1+1+1+2)     | 32   |
| Danika Burke           | 12,5 km Massenstart  | 51:50,0 min | 5 (1+1+1+2)     | 29   |
| Danika Burke           | 12,5 km Einzel       | 45:29,1 min | 6 (1+2+3+0)     | 31   |
| Isabelle Caza          | 7,5 km Sprint        | 30:05,1 min | 6 (2+4)         | 46   |
| Isabelle Caza          | 10 km Verfolgung     | LAP         | LAP             | LAP  |
| Isabelle Caza          | 12,5 km Einzel       | 46:26,0 min | 6 (1+2+2+1)     | 34   |
| Quinn Morgan           | 7,5 km Sprint        | 26:50,6 min | 4 (1+4)         | 34   |
| Quinn Morgan           | 10 km Verfolgung     | 46:52,8 min | 6 (2+2+0+2)     | 31   |
| Quinn Morgan           | 12,5 km Massenstart  |             |                 |      |
| Quinn Morgan           | 12,5 km Einzel       | 47:17,4 min | 10 (2+1+4+3)    | 36   |
| Ella Niedre            | 7,5 km Sprint        | 28:31,3 min | 6 (1+5)         | 43   |
| Ella Niedre            | 10 km Verfolgung     | LAP         | LAP             | LAP  |
| Ella Niedre            | 12,5 km Einzel       | 52:09,0 min | 15 (5+3+3+4)    | 47   |
| Anna Perry             | 7,5 km Sprint        | 26:46,2 min | 4 (3+1)         | 33   |
| Anna Perry             | 10 km Verfolgung     | 47:07,5 min | 4 (1+1+0+2)     | 33   |
| Anna Perry             | 12,5 km Massenstart  | 50:36,1 min | 6 (1+0+2+3)     | 27   |
| Anna Perry             | 12,5 km Einzel       | 42:34,5 min | 5 (0+3+1+1)     | 19   |
| Aliah Turner           | 7,5 km Sprint        | 25:57,0 min | 3 (1+2)         | 26   |
| Aliah Turner           | 10 km Verfolgung     | 45:47,1 min | 5 (0+0+2+3)     | 29   |
| Aliah Turner           | 12,5 km Massenstart  | 50:04,1 min | 5 (2+0+1+2)     | 25   |
| Aliah Turner           | 12,5 km Einzel       | 43:27,8 min | 4 (1+1+0+2)     | 22   |
| Männer                 |                      |             |                 |      |
| Simon Gauthier         | 10 km Sprint         | 27:50,7 min | 4 (2+2)         | 36   |
| Simon Gauthier         | 12,5 km Verfolgung   | LAP         | LAP             | LAP  |
| Simon Gauthier         | 15 km Massenstart    | 54:11,0 min | 8 (2+2+3+1)     | 28   |
| Simon Gauthier         | 15 km Einzel         | 49:47,0 min | 11 (2+3+4+2)    | 39   |
| Zachary Grappolini     | 10 km Sprint         | 29:48,2 min | 4 (3+1)         | 43   |
| Zachary Grappolini     | 12,5 km Verfolgung   | LAP         | LAP             | LAP  |
| Zachary Grappolini     | 15 km Massenstart    | 55:43,7 min | 12 (2+3+3+4)    | 29   |
| Zachary Grappolini     | 15 km Einzel         | 47:42,6 min | 6 (1+2+2+1)     | 35   |
| Mathieu Lacasse        | 10 km Sprint         | 26:56,9 min | 2 (2+0)         | 31   |
| Mathieu Lacasse        | 12,5 km Verfolgung   | LAP         | LAP             | LAP  |
| Mathieu Lacasse        | 15 km Massenstart    | 52:07,4 min | 7 (1+3+1+2)     | 25   |
| Mathieu Lacasse        | 15 km Einzel         | 44:54,3 min | 5 (3+1+0+1)     | 30   |
| Dawson Schigol         | 10 km Sprint         | 29:15,5 min | 3 (2+1)         | 40   |
| Dawson Schigol         | 12,5 km Verfolgung   | LAP         | LAP             | LAP  |
| Dawson Schigol         | 15 km Einzel         | 53:30,9 min | 15 (5+3+3+4)    | 16   |
| Lance Sekora           | 10 km Sprint         | 27:16,0 min | 2 (1+1)         | 33   |
| Lance Sekora           | 12,5 km Verfolgung   | LAP         | LAP             | LAP  |
| Lance Sekora           | 15 km Massenstart    | 49:42,6 min | 5 (0+1+2+2)     | 22   |
| Lance Sekora           | 15 km Einzel         | 44:26,9 min | 3 (1+1+0+1)     | 27   |
| Liam Simons            | 10 km Sprint         | 26:32,9 min | 2 (0+2)         | 28   |
| Liam Simons            | 12,5 km Verfolgung   | 47:34,0 min | 5 (2+1+1+1)     | 26   |
| Liam Simons            | 15 km Massenstart    | 52:59,3 min | 7 (3+3+0+1)     | 27   |
| Liam Simons            | 15 km Einzel         | 44:53,6 min | 6 (1+1+1+3)     | 29   |
| Mixed                  |                      |             |                 |      |
| Anna Perry Liam Simons | Single-Mixed-Staffel | 44:19,3 min | 0+15 (0+10 0+5) | 10   |

### Curling
| Wettbewerb      | Männer | Frauen | Mixed-Doubles                                                                                             |
| --------------- | --- | --- | --- |
| Athleten        | Josh Bryden Adam Bukurak Carter Williamson Ryan Grabarczyk Ayden Wittmire                                                       | Serena Gray-Withers Catherine Clifford Brianna Cullen Zoe Cinnamon                                                          | Jessica Zheng Victor Pietrangelo                                                                          |
| Gruppenphase    | Schweiz 7:5 China 6:2 Italien 3:7 Schweden 8:2 Südkorea 5:2 Vereinigte Staaten 4:7 Norwegen 4:10 Ukraine 7:1 Großbritannien 2:3 | Polen 9:1 Südkorea 7:4 Großbritannien 11:1 Vereinigte Staaten 8:4 Italien 8:3 Schweden 5:2 Japan 5:6 Norwegen 3:5 China 6:3 | Norwegen 9:4 Vereinigte Staaten 7:6 Schweiz 9:4 Großbritannien 6:7 Japan 7:3 Italien 10:4 Deutschland 9:4 |
| Halbfinale      | Vereinigte Staaten 4:8 | Japan 5:6 | Deutschland 5:7                                                                                           |
| Spiel um Bronze | Schweiz 1:6 | Norwegen 7:3 | Italien 9:3                                                                                               |
| Rang            | 4 | Bronze | Bronze |

### Eishockey
| Wettbewerb    | Männer | Frauen |
| ------------- | --- | --- |
| Athleten      | Samuel Richard Kai Edmonds Francesco Lapenna Kurtis Henry Charles Callaghan Simon Liavigne Jack Duff Loris Rafanomezantsoa Kale McCallum Jake Lee Sasha Mutala Benjamin Corbeil Samuel Huo Conor Frenette Nolan Hutcheson Liam Keeler Colson Gengenbach Mathieu Gagnon Robert Fromm-Delorme Mathieu Bizier Kaleb Pearson William Rouleau Connor Bowie | Jordyn Verbeek Kaitlyn Ross Grace Beer Abigail MacKenzie Mackenzie Keenan Sophia Gaskell Alexandria Spence Emma Potter Alexandra-Anne Boyer Gabrielle Santerre Jaime Magoffin Scout Watkins Southward Émilie Lussier Leah Herrfort Sydney Mercier Ekaterina Pelowich Aliya Jomha Eric Plourde Madison Desmarais Émilie Lavoie Malory Dominico |
| Trainer       | Mark Howell | Kelly Paton |
| Gruppenphase  | Südkorea 11:0 Tschechien 1:2 Kasachstan 4:3 Schweden 8:4 | Chinesisch Taipeh 16:0 Großbritannien 14:0 Slowakei 6:2 |
| Viertelfinale | Japan 9:1 | — |
| Halbfinale    | Vereinigte Staaten 10:2 | Japan 3:0 |
| Finale        | Slowakei 3:1 | Tschechien 1:2 |
| Rang          | Gold | Silber |

### Freestyle-Skiing
| Athleten        | Wettbewerbe | Qualifikation | Qualifikation | Finale        | Finale        | Finale        | Finale        | Rang   |
| Athleten        | Wettbewerbe | Qualifikation | Qualifikation | Runde 1       | Runde 1       | Runde 2       | Runde 2       | Rang   |
| Athleten        | Wettbewerbe | Punkte        | Rang          | Punkte        | Rang          | Punkte        | Rang          | Rang   |
| --------------- | ----------- | ------------- | ------------- | ------------- | ------------- | ------------- | ------------- | ------ |
| Männer          |             |               |               |               |               |               |               |        |
| George Bobyn    | Moguls      | 63,12         | 17            | ausgeschieden | ausgeschieden | ausgeschieden | ausgeschieden | 17     |
| Thomas Burnyeat | Moguls      | 63,46         | 16            | 63,51         | 13            | ausgeschieden | ausgeschieden | 13     |
| Quinn Dawson    | Moguls      | 72,18         | 8             | 73,77         | 3             | 77,35         | 3             | Bronze |
| Alexander Mysko | Moguls      | DNF           | DNF           | ausgeschieden | ausgeschieden | ausgeschieden | ausgeschieden | DNF    |

| Athleten        | Wettbewerbe | Vorlauf | Vorlauf  | Gruppenphase | Gruppenphase | Halbfinale    | Halbfinale    | Finale        | Finale        | Rang |
| Athleten        | Wettbewerbe | Gegner  | Ergebnis | Punkte       | Rang         | Gegner        | Ergebnis      | Gegner        | Ergebnis      | Rang |
| --------------- | ----------- | ------- | -------- | ------------ | ------------ | ------------- | ------------- | ------------- | ------------- | ---- |
| Männer          |             |         |          |              |              |               |               |               |               |      |
| George Bobyn    | Dual Moguls | Rubáček | 18:7     | 10           | 2            | ausgeschieden | ausgeschieden | ausgeschieden | ausgeschieden | 8    |
| Thomas Burnyeat | Dual Moguls | Freilos | Freilos  | 8            | 5            | ausgeschieden | ausgeschieden | ausgeschieden | ausgeschieden | =17  |
| Quinn Dawson    | Dual Moguls | Freilos | Freilos  | 9            | 4            | ausgeschieden | ausgeschieden | ausgeschieden | ausgeschieden | =13  |
| Alexander Mysko | Dual Moguls | Freilos | Freilos  | 8            | 5            | ausgeschieden | ausgeschieden | ausgeschieden | ausgeschieden | =17  |

| Athleten                | Wettbewerbe | Platzierungsrunde | Platzierungsrunde | Vorläufe     | Vorläufe     | Halbfinale    | Finale            | Rang         |
| Athleten                | Wettbewerbe | Zeit              | Rang              | Punkte       | Rang         | Rang          | Rang              | Rang         |
| ----------------------- | ----------- | ----------------- | ----------------- | ------------ | ------------ | ------------- | ----------------- | ------------ |
| Frauen                  |             |                   |                   |              |              |               |                   |              |
| Elizabeth Filiatrault   | Skicross    | 35,91 s           | 3                 | 14           | 7            | 4             | Kleines Finale: 2 | 6            |
| Sage Stefani            | Skicross    | 35,07 s           | 1                 | 18           | 2            | 1             | 3                 | Bronze       |
| Marie-Penelope Robinson | Skicross    | 37,65 s           | 9                 | DNS          | DNS          | ausgeschieden | ausgeschieden     | 12           |
| Anne-Marie Joncas       | Skicross    | 36,04 s           | 4                 | 18           | 3            | 2             | 4                 | 4            |
| Männer                  |             |                   |                   |              |              |               |                   |              |
| Kaleb Barnum            | Skicross    | 33,25 s           | 2                 | 13           | 8            | 4             | Kleines Finale: 1 | 5            |
| Finley Cashin           | Skicross    | ohne Einsatz      | ohne Einsatz      | ohne Einsatz | ohne Einsatz | ohne Einsatz  | ohne Einsatz      | ohne Einsatz |
| Konnor Kimball          | Skicross    | 33,51 s           | 4                 | 14           | 7            | 4             | Kleines Finale: 2 | 6            |
| Rhy Mullins             | Skicross    | 34,41 s           | 9                 | 7            | 14           | ausgeschieden | ausgeschieden     | 14           |

### Para Skilanglauf
| Athleten        | Wettbewerbe                     | Qualifikation | Qualifikation | Gesamt      | Gesamt |
| Athleten        | Wettbewerbe                     | Zeit          | Rang          | Zeit        | Rang   |
| --------------- | ------------------------------- | ------------- | ------------- | ----------- | ------ |
| Männer          |                                 |               |               |             |        |
| Charles Lecours | 10 km Freistil (Stehend)        | 4:07,31 min   | 4             | 27:19,6 min | 4      |
| Charles Lecours | 1 km Sprint klassisch (Stehend) | —             | —             | 4:49,6 min  | Bronze |

### Ski Alpin
| Athleten                | Wettbewerbe        | 1. Lauf     | 1. Lauf | 2. Lauf     | 2. Lauf | Gesamt      | Gesamt |
| Athleten                | Wettbewerbe        | Zeit        | Rang    | Zeit        | Rang    | Zeit        | Rang   |
| ----------------------- | ------------------ | ----------- | ------- | ----------- | ------- | ----------- | ------ |
| Frauen                  |                    |             |         |             |         |             |        |
| Caroline Beauchamp      | Riesenslalom       | 1:07,06 min | 31      | 1:06,83 min | 34      | 2:13,89 min | 31     |
| Caroline Beauchamp      | Slalom             | 42,91 s     | 38      | 41,72 s     | 32      | 1:24,63 min | 33     |
| Gabrielle Fafard        | Riesenslalom       | 1:12,03 min | 58      | 1:11,10 min | 50      | 2:23,13 min | 49     |
| Gabrielle Fafard        | Slalom             | DNF         | DNF     | DNF         | DNF     | DNF         | DNF    |
| Jessie Ferguson         | Alpine Kombination | 1:06,85 min | 27      | 53,82 s     | 17      | 2:00,67 min | 22     |
| Jessie Ferguson         | Slalom             | 46,00 s     | 46      | 44,67 s     | 43      | 1:30,67 min | 43     |
| Jessie Ferguson         | Super-G            | —           | —       | —           | —       | 1:08,05 min | 23     |
| Marie-Penelope Robinson | Alpine Kombination | 1:08,85 min | 28      | 53,80 s     | 16      | 2:02,65 min | 24     |
| Marie-Penelope Robinson | Riesenslalom       | 1:09,40 min | 47      | 1:10,09 min | 44      | 2:19,49 min | 44     |
| Marie-Penelope Robinson | Slalom             | 42,37 s     | 33      | 41,58 s     | 30      | 1:23,95 min | 30     |
| Marie-Penelope Robinson | Super-G            | —           | —       | —           | —       | 1:10,25 min | 25     |
| Lauren Wayland          | Alpine Kombination | 1:04,95 min | 24      | 54,11 s     | 19      | 1:59,06 min | 21     |
| Lauren Wayland          | Riesenslalom       | 1:08,98 min | 43      | 1:09,40 min | 43      | 2:18,38 min | 42     |
| Lauren Wayland          | Slalom             | 43,71 s     | 40      | 42,70 s     | 38      | 1:26,41 min | 38     |
| Lauren Wayland          | Super-G            | —           | —       | —           | —       | 1:05,66 min | 21     |
| Mikayla Wunsch          | Alpine Kombination | 1:02,84 min | 14      | 54,67 s     | 22      | 1:57,51 min | 17     |
| Mikayla Wunsch          | Riesenslalom       | 1:10,40 min | 51      | 1:09,08 min | 42      | 2:19,48 min | 43     |
| Mikayla Wunsch          | Slalom             | DNF         | DNF     | DNF         | DNF     | DNF         | DNF    |
| Mikayla Wunsch          | Super-G            | —           | —       | —           | —       | 1:03,50 min | 15     |
| Männer                  |                    |             |         |             |         |             |        |
| Caeden Carruthers       | Alpine Kombination | 59,63 s     | 18      | 42,80 s     | 26      | 1:42,43 min | 23     |
| Caeden Carruthers       | Riesenslalom       | 1:04,87 min | 52      | 1:05,33 min | 42      | 2:10,20 min | 46     |
| Caeden Carruthers       | Slalom             | 43,73 s     | 33      | 41,68 s     | 26      | 1:25,41 min | 27     |
| Caeden Carruthers       | Super-G            | —           | —       | —           | —       | 59,44 s     | 18     |
| Clément L’Écuyer        | Riesenslalom       | 1:05,60 min | 55      | DNF         | DNF     | DNF         | DNF    |
| Clément L’Écuyer        | Slalom             | DNF         | DNF     | DNF         | DNF     | DNF         | DNF    |
| Ryder Metcalfe          | Alpine Kombination | 1:02,51 min | 43      | DNF         | DNF     | DNF         | DNF    |
| Ryder Metcalfe          | Riesenslalom       | 1:04,16 min | 44      | 1:05,07 min | 38      | 2:09,23 min | 40     |
| Ryder Metcalfe          | Slalom             | DNF         | DNF     | DNF         | DNF     | DNF         | DNF    |
| Ryder Metcalfe          | Super-G            | —           | —       | —           | —       | 1:01,24 min | 33     |
| Pierre-Elliot Poitras   | Riesenslalom       | DNF         | DNF     | DNF         | DNF     | DNF         | DNF    |
| Pierre-Elliot Poitras   | Slalom             | DNS         | DNS     | DNS         | DNS     | DNS         | DNS    |
| Aleksas Valadka         | Alpine Kombination | 59,46 s     | 14      | 42,75 s     | 25      | 1:42,21 min | 19     |
| Aleksas Valadka         | Riesenslalom       | 1:03,38 min | 35      | 1:04,74 min | 35      | 2:08,12 min | 32     |
| Aleksas Valadka         | Slalom             | 44,75 s     | 41      | 42,76 s     | 31      | 1:27,51 min | 31     |
| Aleksas Valadka         | Super-G            | —           | —       | —           | —       | 58,29 s     | 5      |

| Athleten                                                            | Wettbewerbe | Achtelfinale | Achtelfinale | Viertelfinale | Viertelfinale | Halbfinale    | Halbfinale    | Finale        | Finale        | Rang |
| Athleten                                                            | Wettbewerbe | Gegner       | Punkte       | Gegner        | Punkte        | Gegner        | Punkte        | Gegner        | Punkte        | Rang |
| ------------------------------------------------------------------- | ----------- | ------------ | ------------ | ------------- | ------------- | ------------- | ------------- | ------------- | ------------- | ---- |
| Mixed                                                               |             |              |              |               |               |               |               |               |               |      |
| Caroline Beauchamp Aleksas Valadka Mikayla Wunsch Caeden Carruthers | Mannschaft  | Tschechien   | 1:3          | ausgeschieden | ausgeschieden | ausgeschieden | ausgeschieden | ausgeschieden | ausgeschieden | 9    |

### Skilanglauf
| Athleten                                                       | Wettbewerbe                   | Zeit        | Rang |
| -------------------------------------------------------------- | ----------------------------- | ----------- | ---- |
| Frauen                                                         |                               |             |      |
| Brooke Ailey                                                   | 10 km Freistil                | 31:32,5 min | 39   |
| Brooke Ailey                                                   | 20 km Massenstart klassisch   | 1:14:16,7 h | 19   |
| Sienna Brennan-Raab                                            | 10 km Freistil                | 31:52,8 min | 41   |
| Sienna Brennan-Raab                                            | 20 km Massenstart klassisch   | 1:13:48,3 h | 18   |
| Sarah Cullinan                                                 | 10 km Freistil                | 31:54,7 min | 42   |
| Sarah Cullinan                                                 | 20 km Massenstart klassisch   | 1:15:47,6 h | 20   |
| Stella Duncan                                                  | 20 km Massenstart klassisch   | 1:22:25,6 h | 28   |
| Sophia Giangrande                                              | 10 km Freistil                | 31:41,7 min | 40   |
| Helen McCulligh                                                | 20 km Massenstart klassisch   | 1:11:30,1 h | 13   |
| Emmanuelle Paquet                                              | 10 km Freistil                | 33:42,7 min | 56   |
| Emmanuelle Paquet                                              | 20 km Massenstart klassisch   | DNF         | DNF  |
| Sophie Tremblay                                                | 10 km Freistil                | DNF         | DNF  |
| Stella Duncan Sarah Cullinan Helen McCulligh Sophia Giangrande | 4 × 7,5 km klassisch/Freistil | 1:28:19,9 h | 9    |
| Männer                                                         |                               |             |      |
| Rémi Boilard                                                   | 20 km Massenstart klassisch   | 1:04:21,4 h | 48   |
| Alexis Ermel                                                   | 10 km Freistil                | 26:17,8 min | 46   |
| Mats Halvorsen                                                 | 10 km Freistil                | 27:19,2 min | 68   |
| Mats Halvorsen                                                 | 20 km Massenstart klassisch   | 1:02:38,6 h | 37   |
| Robin Mason                                                    | 10 km Freistil                | 26:09,4 min | 43   |
| Robin Mason                                                    | 20 km Massenstart klassisch   | 1:00:31,3 h | 29   |
| Xavier Normandin                                               | 10 km Freistil                | 25:18,6 min | 18   |
| Xavier Normandin                                               | 20 km Massenstart klassisch   | 1:01:14,2 h | 31   |
| Alexander Randall                                              | 10 km Freistil                | 27:32,2 min | 73   |
| Nicholas Randall                                               | 20 km Massenstart klassisch   | 1:04:15,6 h | 46   |
| Noah Weir Chaba                                                | 10 km Freistil                | 25:32,7 min | 26   |
| Noah Weir Chaba                                                | 20 km Massenstart klassisch   | 1:01:50,8 h | 35   |
| Xavier Normandin Robin Mason Noah Weir Chaba Alexis Ermel      | 4 × 7,5 km klassisch/Freistil | 1:12:21,8 h | 7    |

| Athleten                         | Wettbewerbe         | Qualifikation | Qualifikation | Viertelfinale | Viertelfinale | Halbfinale    | Halbfinale    | Finale        | Finale        | Rang |
| Athleten                         | Wettbewerbe         | Zeit          | Rang          | Zeit          | Rang          | Zeit          | Rang          | Zeit          | Rang          | Rang |
| -------------------------------- | ------------------- | ------------- | ------------- | ------------- | ------------- | ------------- | ------------- | ------------- | ------------- | ---- |
| Frauen                           |                     |               |               |               |               |               |               |               |               |      |
| Brooke Ailey                     | Sprint klassisch    | 3:51,77 min   | 27            | 3:49,85 min   | 6             | ausgeschieden | ausgeschieden | ausgeschieden | ausgeschieden | 27   |
| Sienna Brennan-Raab              | Sprint klassisch    | 4:04,30 min   | 46            | ausgeschieden | ausgeschieden | ausgeschieden | ausgeschieden | ausgeschieden | ausgeschieden | 46   |
| Sarah Cullinan                   | Sprint klassisch    | 3:58,79 min   | 39            | ausgeschieden | ausgeschieden | ausgeschieden | ausgeschieden | ausgeschieden | ausgeschieden | 39   |
| Stella Duncan                    | Sprint klassisch    | 3:52,87 min   | 28            | 3:45,68 min   | 6             | ausgeschieden | ausgeschieden | ausgeschieden | ausgeschieden | 28   |
| Sophia Giangrande                | Sprint klassisch    | 3:55,60 min   | 34            | ausgeschieden | ausgeschieden | ausgeschieden | ausgeschieden | ausgeschieden | ausgeschieden | 34   |
| Emmanuelle Paquet                | Sprint klassisch    | 4:01,60 min   | 41            | ausgeschieden | ausgeschieden | ausgeschieden | ausgeschieden | ausgeschieden | ausgeschieden | 41   |
| Männer                           |                     |               |               |               |               |               |               |               |               |      |
| Rémi Boilard                     | Sprint klassisch    | 3:07,62 min   | 17            | 3:02,97 min   | 5             | ausgeschieden | ausgeschieden | ausgeschieden | ausgeschieden | 21   |
| Mats Halvorsen                   | Sprint klassisch    | 3:19,11 min   | 55            | ausgeschieden | ausgeschieden | ausgeschieden | ausgeschieden | ausgeschieden | ausgeschieden | 55   |
| Xavier Normandin                 | Sprint klassisch    | 3:13,36 min   | 34            | ausgeschieden | ausgeschieden | ausgeschieden | ausgeschieden | ausgeschieden | ausgeschieden | 34   |
| Alexander Randall                | Sprint klassisch    | 3:14,34 min   | 38            | ausgeschieden | ausgeschieden | ausgeschieden | ausgeschieden | ausgeschieden | ausgeschieden | 38   |
| Nicholas Randall                 | Sprint klassisch    | 3:05,56 min   | 12            | 3:04,93 min   | 5             | ausgeschieden | ausgeschieden | ausgeschieden | ausgeschieden | 19   |
| Noah Weir Chaba                  | Sprint klassisch    | 3:06,48 min   | 15            | 3:00,97 min   | 5             | ausgeschieden | ausgeschieden | ausgeschieden | ausgeschieden | 20   |
| Mixed                            |                     |               |               |               |               |               |               |               |               |      |
| Brooke Ailey Rémi Boilard        | Teamsprint Freistil | 7:18,18 min   | 13            | —             | —             | —             | —             | 24:27,51 min  | 15            | 15   |
| Helen McCulligh Nicholas Randall | Teamsprint Freistil | 7:14,90 min   | 12            | —             | —             | —             | —             | 24:04,29 min  | 12            | 12   |

### Snowboard
| Athleten       | Wettbewerbe | Qualifikation | Qualifikation | Finale | Finale | Rang   |
| Athleten       | Wettbewerbe | Punkte        | Rang          | Punkte | Rang   | Rang   |
| -------------- | ----------- | ------------- | ------------- | ------ | ------ | ------ |
| Frauen         |             |               |               |        |        |        |
| Amy McCarthy   | Big Air     | 26,75         | 4             | 71,75  | 3      | Bronze |
| Amy McCarthy   | Slopestyle  | 47,25         | 2             | 78,75  | 2      | Silber |
| Männer         |             |               |               |        |        |        |
| Jonah Cantelon | Big Air     | 74,00         | 9             | 68,75  | 8      | 8      |
| Jonah Cantelon | Slopestyle  | 72,00         | 8             | 43,25  | 9      | 9      |

| Athleten        | Wettbewerbe           | Qualifikation | Qualifikation | Achtelfinale  | Achtelfinale  | Viertelfinale | Viertelfinale | Halbfinale    | Halbfinale    | Finale/Platz 3 | Finale/Platz 3 | Rang |
| Athleten        | Wettbewerbe           | Zeit          | Rang          | Gegner        | Zeit          | Gegner        | Zeit          | Gegner        | Zeit          | Gegner         | Zeit           | Rang |
| --------------- | --------------------- | ------------- | ------------- | ------------- | ------------- | ------------- | ------------- | ------------- | ------------- | -------------- | -------------- | ---- |
| Männer          |                       |               |               |               |               |               |               |               |               |                |                |      |
| Matthew Heldman | Parallel-Riesenslalom | DSQ           | 40            | ausgeschieden | ausgeschieden | ausgeschieden | ausgeschieden | ausgeschieden | ausgeschieden | ausgeschieden  | ausgeschieden  | 40   |
| Matthew Heldman | Parallel-Slalom       | 1:22,49 min   | 21            | ausgeschieden | ausgeschieden | ausgeschieden | ausgeschieden | ausgeschieden | ausgeschieden | ausgeschieden  | ausgeschieden  | 21   |
| Gabriel Wood    | Parallel-Riesenslalom | 1:14,30 min   | 18            | ausgeschieden | ausgeschieden | ausgeschieden | ausgeschieden | ausgeschieden | ausgeschieden | ausgeschieden  | ausgeschieden  | 18   |
| Gabriel Wood    | Parallel-Slalom       | 1:21,22 min   | 18            | ausgeschieden | ausgeschieden | ausgeschieden | ausgeschieden | ausgeschieden | ausgeschieden | ausgeschieden  | ausgeschieden  | 18   |

| Athleten          | Wettbewerbe    | Platzierungsrunde | Platzierungsrunde | Vorläufe | Vorläufe | Halbfinale    | Finale            | Rang |
| Athleten          | Wettbewerbe    | Zeit              | Rang              | Punkte   | Rang     | Rang          | Rang              | Rang |
| ----------------- | -------------- | ----------------- | ----------------- | -------- | -------- | ------------- | ----------------- | ---- |
| Frauen            |                |                   |                   |          |          |               |                   |      |
| Kaitlyn McQuiggin | Snowboardcross | 53,16 s           | 13                | 9        | 12       | ausgeschieden | ausgeschieden     | 12   |
| Männer            |                |                   |                   |          |          |               |                   |      |
| Noah Royz         | Snowboardcross | 31,90 s           | 7                 | 17       | 4        | DNF           | Kleines Finale: 3 | 7    |